# Человек, которого не было
«Человек, которого не было» (англ. The Man Who Wasn’t There) — нео-нуарный кинофильм американских режиссёров братьев Джоэла и Итана Коэнов, поставленный по собственному сценарию. Впервые был представлен зрителям в рамках Каннского кинофестиваля 13 мая 2001 года, где братья Коэны были удостоены приза за лучшую режиссуру. В России вышел на экраны 6 декабря 2001 года.
Главные роли исполнили Билли Боб Торнтон и Фрэнсис Макдорманд. Рядом представителей кинопрессы фильм рассматривался как поставленный по мотивам экзистенциальной повести Альбера Камю «Посторонний». Продемонстрирован публике в чёрно-белом исполнении, хотя был снят на цветную плёнку.

## Сюжет
Действие фильма разворачивается в 1949 году в городке Санта-Роза в Калифорнии. Повествование в фильме ведётся от лица главного героя, Эда Крейна (Билли Боб Торнтон), человека лет 40, вечно молчаливого и хмурого, работающего парикмахером в цирюльне своего шурина. Его жена, Дорис, имеющая проблемы с алкоголем, работает бухгалтером в магазине и изменяет мужу со своим начальником, «Большим Дейвом» Брюстером, за семейными ужинами часто любящим хвалиться своими военными подвигами.
Однажды на пороге парикмахерской появляется заезжий делец, предлагающий Эду выгодно вложить свои деньги в технологию, которая может вскоре стать передовой, — в оборудование сети химчисток. Для этого требуется сумма в 10 тысяч долларов. Эд решает подзаработать на этом деле и шантажирует начальника жены, посылая тому анонимное письмо. После того, как Крейн получил эти деньги от «Большого Дейва» и передал их означенному дельцу, тот неожиданно исчезает, заставляя Эда думать, что его попросту надули.
Однажды вечером Большой Дейв звонит Эду и просит того прийти в магазин. Там Дейв рассказывает, что коммерсант посещал и его тоже, просил 10 000 долларов. Шантажисты требовали ту же сумму, поэтому Дейв поймал коммерсанта и силой выбил из него признание в сговоре с Эдом. Дейв набрасывается на Эда и собирается задушить его, но тому под руку попадается сигарный нож, которым он убивает Дейва.
Полиция, обнаружив недостачу в кассе, главной подозреваемой считает Дорис. Эд нанимает лучшего, по его мнению, адвоката из Сакраменто, Фредди Риденшнайдера. Видя, что адвокат не особо верит в невиновность Дорис, Эд признаётся ему, что это он виновен в убийстве, однако Риденшнайдер полагает, что Эд попросту выгораживает жену.
Незадолго до суда на свидании Дорис говорит Эду, что страшно разочарована в Дейве, поскольку она узнала, что все его военные подвиги были пустой бравадой. Перед началом судебного процесса по существу Дорис совершает самоубийство, что крайне расстраивает адвоката. Окружной патологоанатом сообщает Эду, что покойная была беременна, на что он отвечает, что не спал с женой уже несколько лет.
На деньги, которые у него остались, Эд решает помогать дочери своего друга, Бёрди Абандэс (Скарлетт Йоханссон) в её занятиях музыкой. Он отвозит показать её знаменитому учителю, но её игра вовсе не впечатляет пианиста. На обратном пути Бёрди в знак благодарности пытается во время езды сделать минет Эду, что приводит к аварии.
Очнувшись на больничной койке, Эд узнаёт, что теперь он находится под арестом. Оказывается, Дейв, выбивая признания из дельца, убил того и утопил в озере. Машина с трупом была обнаружена, а среди бумаг был найден контракт, где стояла подпись Эда. По предположению полиции, это Эд заставил жену выкрасть деньги из кассы магазина для вложения в дело, а после убил коммерсанта. Эд вновь нанимает Риденшнайдера, но вскоре деньги заканчиваются, и Эду достаётся назначенный судом адвокат, который почти не пытается смягчить приговор. Эда приговаривают к смертной казни посредством электрического стула.
Фильм заканчивается сценой подготовки к исполнению наказания, во время которой Эд рассуждает о своей жизни, в которой он совершил много ошибок в последнее время, но отнюдь не жалеет об этом, поскольку это неким образом оживило его существование.

## В ролях
- Билли Боб Торнтон — Эд Крейн
- Фрэнсис Макдорманд — Дорис Крейн
- Тони Шалуб — Фредди Риденшнайдер
- Скарлетт Йоханссон — Рэйчел «Бёрди» Абандэс
- Джеймс Гандольфини — Большой Дейв Брюстер
- Майкл Бадалукко — Фрэнк
- Кэтрин Боровиц[исп.] — Энн Нирдлингер
- Джон Полито — Крейтон Толливер
- Ричард Дженкинс — Уолтер Абандэс

## Награды и номинации
| Год  | Премия                               | Номинация                                        | Персона            | Результат |
| ---- | ------------------------------------ | ------------------------------------------------ | ------------------ | --------- |
| 2001 | Каннский кинофестиваль               | Приз за лучшую режиссуру                         | Джоэл Коэн         | Победа    |
| 2001 | Каннский кинофестиваль               | Золотая пальмовая ветвь                          | Джоэл Коэн         | Номинация |
| 2001 | Национальный совет кинокритиков США  | Лучшая мужская роль                              | Билли Боб Торнтон  | Победа    |
| 2001 | Национальный совет кинокритиков США  | Топ 10 лучших фильмов года                       |                    | Победа    |
| 2002 | «Сатурн»                             | Лучший приключенческий фильм, боевик или триллер |                    | Номинация |
| 2002 | «Сатурн»                             | Лучшая мужская роль                              | Билли Боб Торнтон  | Номинация |
| 2002 | «Сатурн»                             | Лучшая женская роль второго плана                | Фрэнсис Макдорманд | Номинация |
| 2002 | «Золотой глобус»                     | Лучший фильм — драма                             |                    | Номинация |
| 2002 | «Золотой глобус»                     | Лучшая мужская роль — драма                      | Билли Боб Торнтон  | Номинация |
| 2002 | «Золотой глобус»                     | Лучший сценарий                                  | братья Коэн        | Номинация |
| 2002 | «Выбор критиков»                     | Лучший фильм                                     |                    | Номинация |
| 2002 | «Выбор критиков»                     | Лучший сценарий                                  | братья Коэн        | Номинация |
| 2002 | Премия Гильдии сценаристов США       | Лучший оригинальный сценарий                     | братья Коэн        | Номинация |
| 2002 | «Золотой Овен»                       | Лучший иностранный актёр                         | Билли Боб Торнтон  | Победа    |
| 2002 | «Сезар»                              | Лучший фильм на иностранном языке                | Джоэл Коэн         | Номинация |
| 2002 | «Давид ди Донателло»                 | Лучший иностранный фильм                         | Джоэл Коэн         | Победа    |
| 2002 | Американское общество кинооператоров | Лучшая операторская работа                       | Роджер Дикинс      | Победа    |
| 2002 | «Спутник»                            | Лучшая операторская работа                       | Роджер Дикинс      | Победа    |
| 2002 | BAFTA                                | Лучшая операторская работа                       | Роджер Дикинс      | Победа    |
| 2002 | «Оскар»                              | Лучшая операторская работа                       | Роджер Дикинс      | Номинация |